# La leyenda de la mujer india
La leyenda de la mujer india (título alternativo: Camino del crepúsculo; título original: The Legend of Walks Far Woman) es un wéstern para televisión de 1979 dirigido Mel Damski y protagonizado por Raquel Welch, Bradford Dillman, George Clutesi. Fue también el debut televisivo de Raquel Welch.
El telefilme está basado en la novela "Walks Far Woman" de Colin Stuart, que narra una historia basada en la vida de su bisabuela. Utilizándolo como base, Evan Hunter creó la correspondiente obra televisiva.

## Argumento
Mujer Camina Lejos es una mujer indígena de la tribu Pies negros. Un día ella se venga de dos hombres que asesinaron a su esposo y por ello es excluida por su tribu. Posteriormente, es adoptada por los siux, la tribu de su madre, y allí intenta comenzar entonces una nueva vida.

## Reparto
| Actor              | Personaje                 |
| ------------------ | ------------------------- |
| Raquel Welch       | Walks Far                 |
| Bradford Dillman   | Singer                    |
| George Clutesi     | Viejo abuelo              |
| Nick Mancuso       | Fantasma de caballos      |
| Eloy Casados       | Pendiente de plumas       |
| Frank Salsedo      | Muchos cueros cabelludos  |
| Hortensia Colorado | Mujer Aro Rojo            |
| Nick Ramus         | Toro de la mano izquierda |

## Producción
El telefilme fue filmado en 1970 en el estado estadounidense de Montana, también en las localidades de Billings, Red Lodge y Hardin. Se hizo originalmente un telefilme de 3 horas y, con excepción de los protagonistas, se utilizaron solo actores nativos y estadoundienses de origen mexicano.
Sin embargo, una vez hecha, no quisieron estrenarla. Por ello Raquel Welch convirtió su deseo en estrenarlo en una cruzada personal. Finalmente se estrenó tres años después. Sin embargo, para poder estrenarla, se redujo el metraje a dos horas y medio. De esa manera se estrenó luego el 30 de mayo de 1982.

## Recepción
El filme tuvo éxito de audiencia a pesar de los obstáculos que tuvo.
Hoy en día la película ha sido valorada en portales cinematográficos y por los críticos profesionales. En IMDb, por ejemplo, con 282 votos registrados, el largometraje obtiene una media ponderada de 5,5 sobre 10. En cuanto a Rotten Tomatoes, los menos de 50 votos registrados le dieron allí una valoración media de 3,5 de 5. También cabe destacar, que en La Vanguardia el 50 % de los usuarios registrados en ese periódico le dan una valoración positiva al filme.